# Steve Wynn

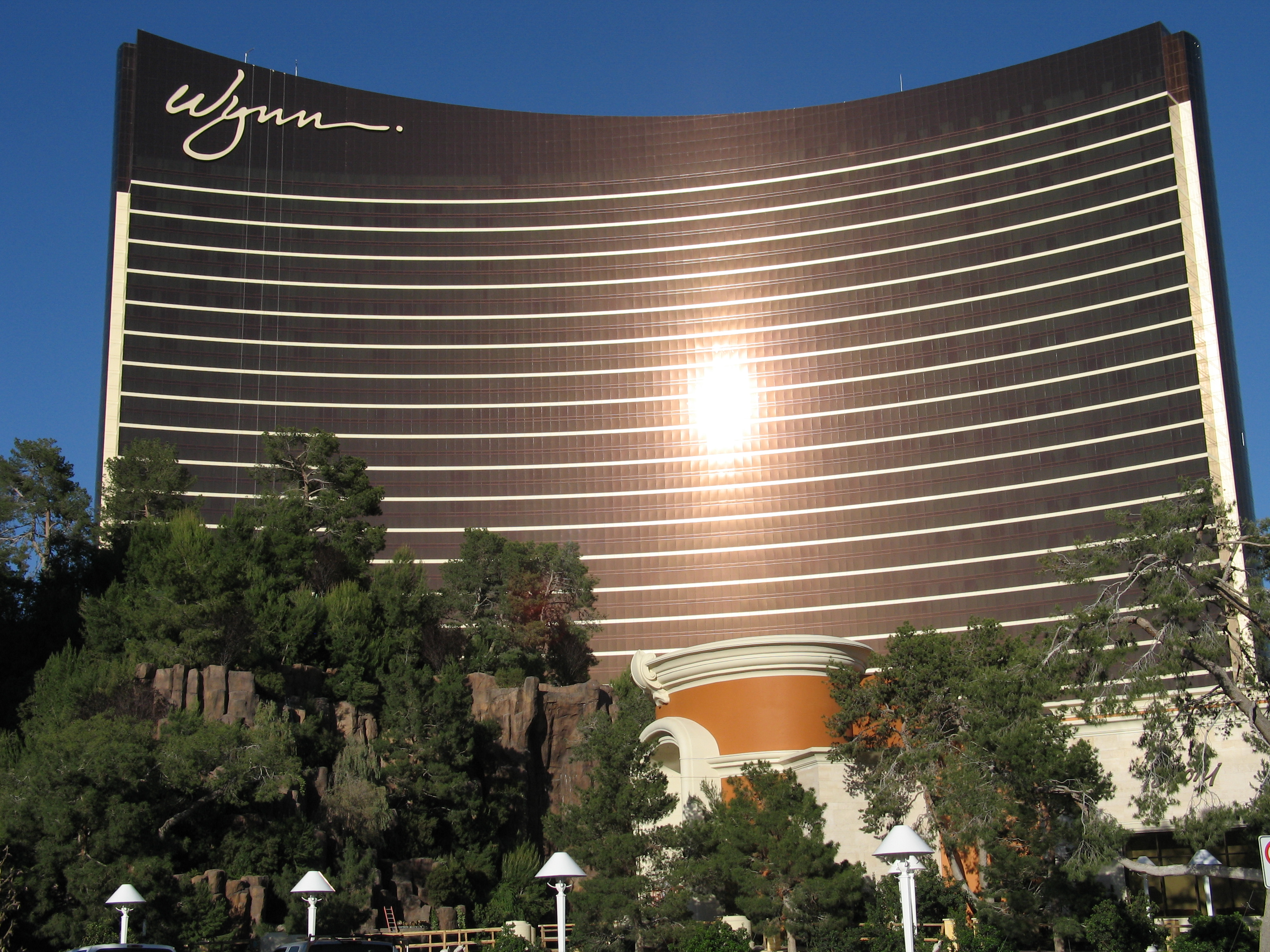
En Las Vegas Strip se localizan los desarrollos más grandes y conocidos de Steve Wynn. El hotel Wynn fue construido en 2005 con un costo de 2700 millones de dólares.

Stephen Alan Wynn, más conocido como Steve Wynn (New Haven, Connecticut; 27 de enero de 1942), es un empresario estadounidense de bienes raíces y casinos quien es acreditado por haber ayudado al espectacular resurgimiento y la expansión del Strip de Las Vegas (Estado de Nevada) en la década de 1990. Sus empresas renovaron o construyeron algunos de los resorts (complejos hoteleros) más conocidos en Las Vegas como el Golden Nugget, The Mirage, Treasure Island, Bellagio y el hotel Wynn.
El magnate es conocido por su afición a coleccionar obras de arte, habiendo protagonizado sonadas compras de valiosas pinturas de Rembrandt, Vermeer y Picasso.

## Wynn: de Las Vegas al presente
Mirage Resorts fue vendido a MGM Grand Inc. por 6 600 millones de dólares en junio de 2000 para formar el MGM Mirage. Con el dinero que hizo en ese trato, y con su habilidad para incrementar y financiar ese dinero, construyó un nuevo resort, el más caro a la fecha, el Wynn Las Vegas, que se abrió en el antiguo terreno del hotel Desert Inn el 28 de abril de 2005. Wynn Las Vegas es propiedad y operado por Wynn Resorts Limited, compañía de la cual Wynn es el presidente y director ejecutivo. Wynn se convirtió en un billonario en 2004, cuando su riqueza dobló los $1.3 mil millones.
Wynn exitosamente ofertó una de las tres concesiones de juegos que habían abierto en Macao, una Región administrativa especial de China, donde tiene una larga historia en los juegos de azar y es el mercado de juegos más grande en el mundo traspasando a Las Vegas en 2006. Esta propiedad, más conocida como Wynn Macau, abrió el 5 de septiembre de 2006.

## Coleccionista
Steve Wynn es también famoso en el mercado del arte por su afición a coleccionar pinturas de grandes maestros. Tiene la costumbre de exhibir algunas de ellas en sus hoteles, dándoles así un toque más selecto y un atractivo adicional para los visitantes. Baste como ejemplo que dedica un restaurante entero (Botero) al artista colombiano Fernando Botero, exhibiendo valiosas esculturas y pinturas suyas en el comedor. Wynn consagra otro restaurante al cantante Frank Sinatra, donde exhibe recuerdos de él como el Premio Oscar que ganó por De aquí a la eternidad.
Muy comentado fue el accidente que Wynn cometió al dar un codazo al cuadro de Picasso El sueño (1932): el lienzo se resquebrajó frustrando así la venta del que podría haberse convertido en el cuadro más caro de la historia. Valorado entonces en 98 millones de euros, el lienzo iba a pasar aquel mismo día de manos de Wynn a manos del coleccionista Steve Cohen pero tras el infausto codazo de su dueño, la transacción se anuló. 
Así mismo, Wynn adquirió en 2009 un importante retrato pintado por Rembrandt: Hombre con los brazos en jarras, procedente de la Colección Barbara Piasecka Johnson. Posteriormente este cuadro fue revendido y pertenece al galerista de Nueva York Otto Naumann, quien lo ofrecía en venta por unos 47 millones de dólares.
El cuadro Dama sentada ante el virginal, de Vermeer, fue igualmente adquirido por Wynn pero luego pasó a una colección de Nueva York (Leiden Collection).